# Heliotropium lasiocarpum
Heliotropium lasiocarpum là loài thực vật có hoa trong họ Mồ hôi. Loài này được Fisch. & C.A.Mey. mô tả khoa học đầu tiên năm 1838.